# 北谷惠祖事件
北谷惠祖事件是1667年琉球發生的一次政治事件。
1662年，清朝遣使冊封尚質為琉球國王。翌年冬，尚質遣三司官向國用（北谷親方朝暢）為王舅，與紫金大夫金正春一起出使清朝謝恩。1664年，又遣王舅英常春（惠祖親方重孝）、正議大夫林有才出使清朝，慶祝康熙帝登基。慶賀使的船隻在閩江口擱淺，並遭到海盜的襲擊。英常春等人逃往福州，船員被殺害，貢品金壺也被海盜劫走。
1665年，謝恩使團與慶賀使團一起歸國，並向薩摩藩報告了此事。1666年6月與10月，薩摩藩將相關人員帶往鹿兒島城審訊，得知了琉球人假冒中國海盜劫掠貢船的真相。盜取金壺之人是向國用的家來（守衛者）與那城仁屋等人，此後又被仲村渠仁屋盜去。宮里子、仲村渠仁屋以及醫師休齋一起將與那城毒死，在福州賣掉了金壺。為避免其他船員說出實情，宮里子用金錢堵住了他們的嘴。
在歸國途中，向國用知道了事情的真相。為了避免惹事，在途經伊平屋島洋面時，向國用將所有參與者投入海中滅口。
薩摩藩做出判決，向國用縱容下屬盜竊金壺，英常春膽怯逃亡，皆斬首，兩人子弟8人皆流放外島；殺人、盜竊相關的12人，依罪狀進行處罰或處決。薩摩藩又下令琉球王府不得不得違抗。於是向國用、英常春二人於1667年5月21日被處決。